# Зарічанська сільська рада (Овруцький район)
Зарічанська сільська рада (до 1946 року — Швабівська сільська рада) — колишня адміністративно-територіальна одиниця та орган місцевого самоврядування в Овруцькому районі Коростенської і Волинської округ, Київської й Житомирської областей Української РСР та України з адміністративним центром у с. Заріччя.

## Населені пункти
Сільській раді були підпорядковані населені пункти:
- с. Заріччя
- с. Острів

## Населення
Кількість населення ради, станом на 1923 рік, становила 1 242 особи, кількість дворів — 250.
Станом на 5 грудня 2001 року, відповідно до перепису населення України, кількість мешканців сільської ради становила 1 971 особу.

## Склад ради
Рада складалася з 18 депутатів та голови.

## Керівний склад сільської ради
| ПІБ                        | Основні відомості                                                 | Дата обрання | Дата звільнення |
| -------------------------- | ----------------------------------------------------------------- | ------------ | --------------- |
| Нікончук Надія Миколаївна  | Сільський голова, 1960 року народження, освіта, позапартійна      | 26.03.2006   | 31.10.2010      |
| Комарова Тетяна Миколаївна | Сільський голова, 1964 року народження, освіта вища, позапартійна | 31.10.2010   |                 |

Примітка: таблиця складена за даними джерела

## Історія
Створена 1923 року, з назвою Швабівська сільська рада, в с. Шваби (згодом — Заріччя) Великофосенської волості Овруцького повіту Волинської губернії. 7 березня 1923 року увійшла до складу новоствореного Овруцького району Коростенської округи. 22 (або 23) лютого 1924 року, відповідно до рішення Волинської ГАТК (протокол № 7/2), до складу ради включено села Залужжя та Лукішки Підрудянської сільської ради Овруцького району.
7 червня 1946 року, відповідно до указу Президії Верховної ради Української РСР «Про збереження історичних найменувань та уточнення і впорядкування існуючих назв сільрад і населених пунктів Житомирської області», сільську раду перейменовано на Зарічанську через перейменування її адміністративного центру на с. Заріччя.
Станом на 1 вересня 1946 року сільська рада входила до складу Овруцького району Житомирської області, на обліку в раді перебували села Залужжя, Заріччя, Кам'янське та Лукішки.
2 вересня 1954 року, відповідно до рішення Житомирського облвиконкому № 1087 «Про перечислення населених пунктів в межах Житомирської області», с. Лукішки передане до складу Черепинської сільської ради. 5 березня 1959 року, відповідно до рішення Житомирського ОВК № 161 «Про ліквідацію та зміну адміністративно-територіального поділу окремих сільських рад області», сільську раду ліквідовано, територію та населені пункти приєднано до складу Підрудянської сільської ради. Відновлена 18 червня 1990 року, відповідно до рішення Житомирської обласної ради «Про внесення змін в адміністративно-територіальний устрій окремих районів», в складі сіл Заріччя Шоломківської сільської ради та Острів Великофоснянської сільської ради Овруцького району.
Припинила існування 9 листопада 2017 року через об'єднання до складу Овруцької міської територіальної громади Овруцького району Житомирської області.